# ラルース・LH93
ラルース・LH93 (Larrousse LH93) は、フランスのレーシングチーム、ラルースが1993年のF1世界選手権に投入したフォーミュラ1カー。ローラ、ヴェンチュリーと共同で車を開発してきたラルースであったが、LH93はロビン・ハードの協力により、初めて自ら開発した車両であった。ドライバーはフィリップ・アリオー、エリック・コマス、鈴木利男。

## 概要

### 開発
コンストラクター登録を前年の「ヴェンチュリー」から「ラルース」に戻し、形式番号はこれまでの「LC」から「LH」に変更したが、このLHはラルースとハードのイニシャルから取られた。
1992年シーズン終了から1993年開幕までのシーズンオフに、スポーツカー世界選手権（SWC）が廃止となったことで、活躍する舞台を失ったプジョーがエンジンサプライヤーとしてF1に参戦するとの噂が流れていたが、プジョーのジャック・カルベ会長は「SWC以上の予算をF1で使うことはできない」と発言するなど態度を明らかにしていなかった。ラルースとしてはこのプジョーとパートナーシップを結びたいという希望を持っており、ファクトリーエンジンを得るために、ラルース独自のシャシーを製作するしか選択の余地はなかった。しかし結果的にはプジョーはこの年10月にマクラーレンと長期契約を結んでのF1参戦開始を発表することになる。
ラルースが製作したシャシーは昨年のヴェンチュリー製シャシーよりも重かった。ホイールベースは前輪が3.5インチ後退して短縮された。これによってより大きなフロントウィングとミッドプレートを装備できるようになった。モノコックは昨年の物と同一であったが、サイドポッドはランボルギーニV12エンジンを冷却するため大型化された。ランボルギーニの1993年仕様V12エンジンは前年型よりも軽量化をし、同時にクランクケースの剛性アップ、潤滑システムの改良も施されコンパクトな仕上がりとなっていた。ただし93年のドライバーの決定に時間が掛かっていた為、冬季テストはベルトラン・ガショーと、暫定的にテストドライバーとなったポール・ベルモンドにより行われた。のちにレギュラードライバーに決定したアリオーも93年仕様の新エンジンに乗った印象を「僕は89年にもランボルギーニV12を経験しているが、93年仕様のエンジンレスポンスは素晴らしいよ。かなりのパワーがある。」と高い評価を与えていた。このエンジンは同年ラルースにのみ独占供給された。
ブレーキはブレンボ製からフレンチカーボンインダストリー製に変更された。同様に冬の間に燃料はBPからエルフに変更された。チームの資金は相変わらず乏しかったが、ラルースはポールリカールでプレシーズンテストをかなりの回数行うことができた。ラルースは当初ウィリアムズが開発したアクティブサスペンションを導入しようとしていたが、コストの上昇と、シーズン終盤に'93シーズン限りでのハイテク禁止がFIAにより決定されたことで計画は放棄された。

### 1993年シーズン
シーズン開幕戦はコマス、アリオー共にリタイアとなったが、チームにとっては手応えのある展開であった。第2戦ブラジルでは両者共に完走し、アリオーは7位とあと僅かでポイントを得ることができなかった。第3戦ドニントンは雨のレースとなり、アリオーはクラッシュしたがコマスは4周遅れ、ローラのミケーレ・アルボレートを抑えて9位となった。ラルースの努力は第4戦イモラで実る。コマスはリタイアしたが、アリオーが5位入賞、2ポイントを獲得した。第5戦スペインでアリオーとコマスはテールツーノーズのバトルを繰り広げるが、26週目にアリオーのギアボックスが壊れリタイアとなった。コマスはマーク・ブランデル、クリスチャン・フィッティパルディ、鈴木亜久里とのバトルを制して9位でフィニッシュした。チームはこの後8戦連続で機械的トラブルが無くレースを終えることになる。この時点でチームは予算が尽き、ホッケンハイムまでパーツの更新が行えなかった。2台揃って完走するのは7ヶ月後のイタリアGPで、コマスはクラッシュが頻発する中生き残って6位入賞、チームにとってシーズン2度目のポイントを得た。残る4戦でリタイアは1度と、チームの状態は上向きにあるように見えた。ジェラール・ラルースはチーム運営資金を得るため日本とオーストラリアでアリオーに代えて、エンターテイメント企業「ユニバーサル」からのスポンサー資金を持つ全日本F3000トップランカーの鈴木利男を起用した。
LH93は信頼性が高く、アリオーが第4戦で5位、コマスが第13戦で6位入賞し合計3ポイントを獲得した。コンストラクターズランキングも1987年の初参戦以来となる10位を記録した。

## F1における全成績
(key) （太字はポールポジション）
| 年     | チーム      | エンジン           | タイヤ | No. | ドライバー           | 1   | 2   | 3   | 4   | 5   | 6   | 7   | 8   | 9   | 10  | 11  | 12  | 13  | 14  | 15  | 16  | ポイント | 順位 |
| ------ | ----------- | ------------------ | ------ | --- | -------------------- | --- | --- | --- | --- | --- | --- | --- | --- | --- | --- | --- | --- | --- | --- | --- | --- | -------- | ---- |
| 1993年 | ラルース F1 | ランボルギーニ V12 | G      |     |                      | RSA | BRA | EUR | SMR | ESP | MON | CAN | FRA | GBR | GER | HUN | BEL | ITA | POR | JPN | AUS | 3        | 10位 |
| 1993年 | ラルース F1 | ランボルギーニ V12 | G      | 19  | フィリップ・アリオー | Ret | 7   | Ret | 5   | Ret | 12  | Ret | 9   | 11  | 12  | 8   | 12  | 9   | 10  |     |     | 3        | 10位 |
| 1993年 | ラルース F1 | ランボルギーニ V12 | G      | 19  | 鈴木利男             |     |     |     |     |     |     |     |     |     |     |     |     |     |     | 12  | 14  | 3        | 10位 |
| 1993年 | ラルース F1 | ランボルギーニ V12 | G      | 20  | エリック・コマス     | Ret | 10  | 9   | Ret | 9   | Ret | 8   | 16  | Ret | Ret | Ret | Ret | 6   | 11  | Ret | 12  | 3        | 10位 |

## 参照
1. ↑  Henry, Alan (1993). Autocourse 1993-94. Richmond, England: Hazleton Publishing. pp. 288. ISBN 1-874557-15-2
2. ↑  名実ともにコンストラクター名が「ラルース」となったのはこの年からであるが、1990年のコンストラクター登録を1989年や1991年同様ローラ・カーズが製作したマシンを使用したにもかかわらず「ラルース」としており、これにより1990年のコンストラクター記録を剥奪されている。この1990年以来「ラルース」に戻した、という解釈である
3. ↑  プジョーのF1参戦計画 結論は持ち越しへ F1速報 テスト情報号 33頁
4. 1 2  ラルースは新型ランボルギーニV12を試走 F1速報 テスト情報号 20頁 1993年2月12日発行
5. ↑  ラルース ランボルギーニの新エンジンを集中テスト F1速報 テスト情報号 13-15頁 1993年2月12日発行